# 马蒂斯·特尔
马蒂斯·特尔（法語：Mathys Tel，2005年4月27日—）是一位瓜德罗普裔法国足球运动员，現效力於英超球隊熱刺，于场上司职前锋。他也曾入选法国U-17和U-18年龄组国家队。

## 俱乐部生涯
特尔于2012年在维利耶勒贝勒（JS Villiers-le-Bel）开始其足球生涯。2016年，他转投巴黎足球俱乐部的青训营，但仅在那里踢了一年。然后，特尔按合同分别在两家业余俱乐部欧贝维利耶（ASJ Aubervilliers）和蒙鲁日92（Montrouge FC 92）度过了三年。
2020年7月，特尔加入雷恩足球俱乐部青训营。一个月后，年仅15岁的他便得以代表俱乐部的U-19梯队参加欧洲青年联赛。2021年8月15日，在当季法甲第二轮雷恩客场以1比1战平布雷斯特的比赛中，特尔于第85分钟替换邦雅曼·布里若登场，完成职业生涯首秀。时年16岁零110天的处子秀使他成为雷恩在正式比赛中出场的最年轻球员，超过了此前的记录保持者（16岁零6个月）。次月，特尔还完成了欧洲协会联赛首秀，在主场以2比2战平托特纳姆热刺的分组赛中，他于第90分钟替换塞鲁·吉拉西登场。
2022年7月26日，特尔与德甲俱乐部拜仁慕尼黑签订了一份为期五年的合同。据报其转会费为2000万欧元，外加850万欧元浮动奖金。
2025年2月4日，特尔租借前往英超俱乐部托特纳姆热刺，租期为剩余赛季。热刺可以以约6000万欧元（浮动）触发合同的买断条款。

## 国家队生涯
司职前锋的特尔自2021年起便入选法国18岁以下国家足球队，共获得6次出场机会及射入5球。然后，他于2022年2月22日以3比0战胜丹麦的比赛中首度代表法国17岁以下国家足球队亮相。在2022年欧洲U-17足球锦标赛中，特尔出场6次并贡献3球，帮助法国队夺得冠军。

## 荣誉

### 俱乐部
拜仁慕尼黑
- 德國足球甲級聯賽冠軍 : 2022–23[11]

 热刺
- 欧洲联赛冠軍：2024–25年

### 国家队
- 欧洲U-17足球锦标赛冠军：2022（英语：2022 UEFA European Under-17 Championship）